# Tupadelské skály
Tupadelské skály je přírodní památka ležící čtyři kilometry západně od města Klatovy v okrese Klatovy. Oblast spravuje Agentura ochrany přírody a krajiny ČR. Důvodem ochrany je zachování geologicky a krajinářsky významné skupiny vypreparovaných buližníkových skal, nacházejících se ve Švihovské vrchovině, na jižním okraji vesnice Tupadly. Cílem ochrany je zachovat stávající stav v neporušené podobě.

## Geologická charakteristika
Tupadelské skály představují jeden z největších (délka 230 m a šířka cca 20 m) a zároveň na jihozápadě nejzazších výchozů buližníkového pásma barrandienského proterozoika. Buližníky jsou typicky černé až tmavošedé hlubokomořské silicity. Na jihozápadě jsou skály lemovány úzkými pásy kamenných moří.

## Christian Heinrich Spiess
Po roce 1784 si v Tupadelských skalách vybudoval poustevnu spisovatel hororových románů Christian Heinrich Spiess (1755–1799). Přijel na pozvání hraběte Künigela, aby se stal  správcem jeho panství Bezděkov. Spiess přijel společně se svou milou, herečkou Sofií Körnerovou. Sofie se stala milenkou hraběte, zatímco Spiess získal srdce Kunigelovy manželky Marie Theresie. I přesto začal být zádumčivý a začal se toulat po krajině dokud se neusadil ve své poustevně v Tupadelských skalách. Prostředí skal podporovalo jeho fantazii ve psaní hororových románů. Aby více umocnil hororovou atmosféru, údajně si zde vybudoval umělý hřbitov. Ve starých turistických průvodcích jsou Tupadelské skály označeny jako Spiessovy skály.